# San Rafael del Yuma
San Rafael del Yuma ist eine Gemeinde in der Dominikanischen Republik. Sie ist eine von zwei Gemeinden der Provinz La Altagracia und hat 27.786 Einwohner (2019). Die Ruinen der Residenz von Juan Ponce de León befinden sich auf einem Plateau, das drei Kilometer von der Siedlung San Rafael de Yuma entfernt liegt.  

## Gliederung
San Rafael del Yuma gliedert sich in drei Bezirke:
- San Rafael del Yuma
- Boca de Yuma
- Bayahíbe

## Wirtschaft
Mit seinen Stränden und Küstenstreifen ist die Gemeinde stark vom Tourismus geprägt.

## Persönlichkeiten
- Andrea Evangelina Rodríguez Perozo (1879–1947), Medizinerin und Autorin